# Gansbaai
Gansbaai (englisch Gans Bay, deutsch: „Gänsebucht“) ist eine Stadt in der Lokalgemeinde Overstrand, im Distrikt Overberg der südafrikanischen Provinz Westkap. Die Stadt liegt 170 Kilometer südöstlich von Kapstadt in 35 Meter Höhe an der Küste der Walker Bay.

## Geschichte
Gansbaai wurde 1881 von Fischern gegründet und nach den dort zahlreich vorkommenden Wildgänsen benannt. Bis Ende des 20. Jahrhunderts war Gansbaai noch ein Fischerdorf. Durch den Hai-Tourismus stieg die Einwohnerzahl von 1491 (1970) auf 11.598 (2011) an.

## Sehenswertes
- Dyer Island

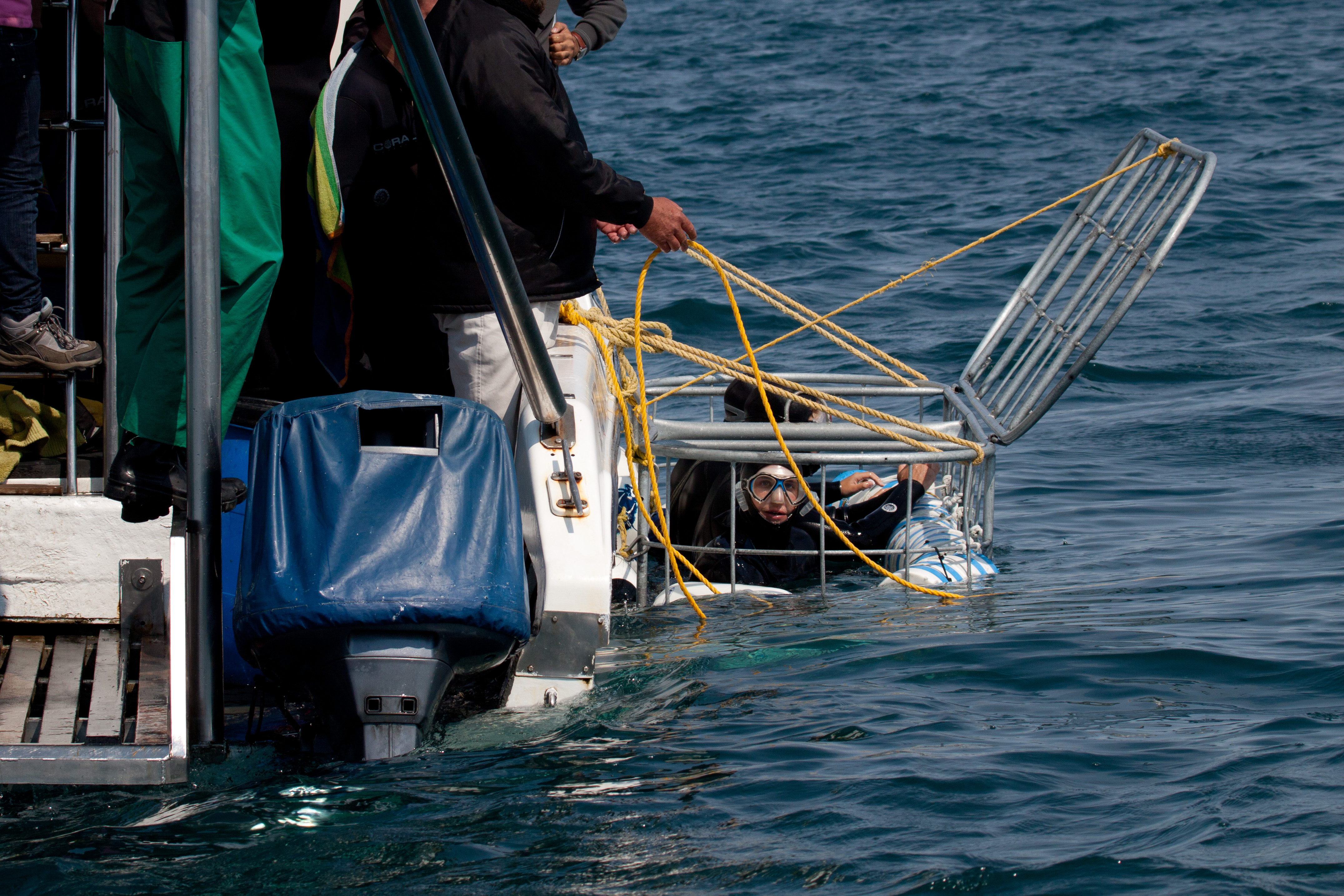
Haitauchen vor Dyer Island

- Walker Bay Whale Sanctuary (von August bis Dezember Walbeobachtung)
- Walker Bay Nature Reserve[4]
- Klipgat Cave